# Salix barrattiana
Salix barrattiana es una especie de sauce perteneciente a la familia de las salicáceas. Es nativa de América del Norte, donde se distribuye a través de Alaska y el oeste de Canadá, con también unas pocas poblaciones en Montana y Wyoming. Estas poblaciones separadas, son probablemente reliquias de una época en la que el clima era más frío. La población más meridional está técnicamente en Wyoming, pero se encuentra en la frontera del estado de Montana y es limitado a una colonia de plantas estaminadas en un área de 100 mm² en un hábitat de alta elevación.

## Descripción
Este sauce es un arbusto que alcanza una altura máxima de cerca de 1,5 metros. Puede formar densos matorrales. Los tallos son de color marrón rojizo en color y las ramas más pequeñas pueden ser púrpura. Las ramitas son pegajosas con resina y tienen una capa de pelos. Las hojas miden hasta 9,5 centímetros de largo y son peludas con las superficies inferiores lanudas. Las hojas tienen un fuerte " balsámico olor ". Las estípulas y los brotes son muy aceitosos y manchan la hoja (al ser prensadas) de color amarillo.  La especie es dioica, con partes masculinas y reproductivas femeninas en individuos separados. La inflorescencia es un amento, el macho tipo mide hasta 5 cm de largo y la hembra hasta 9 cm. Los amentos son "difusos".
Esta planta crece en bosques de abetos y piceas y a lo largo de ríos y arroyos. Se puede encontrar en depósitos recientes aluviales. Se trata de una especie de la tundra. En la parte sur de su área de distribución, que se produce en las elevaciones de hasta 3.200 m sobre el nivel del mar.
Este sauce puede hibridar con Salix barclayi , Salix commutata, y Salix pseudomyrsinites.
Esta especie está amenazada por el cambio climático global.

## Taxonomía
Salix barrattiana fue descrita por William Jackson Hooker y publicado en Flora Boreali-Americana 2(10): 146, pl. 181, en el año 1838.
Etimología
Salix: nombre genérico latino para el sauce, sus ramas y madera.
barrattiana: epíteto otorgado en honor del botánico inglés Joseph Barratt.